# Gardunha
La serra da Gardunha est une montagne située au centre du Portugal.

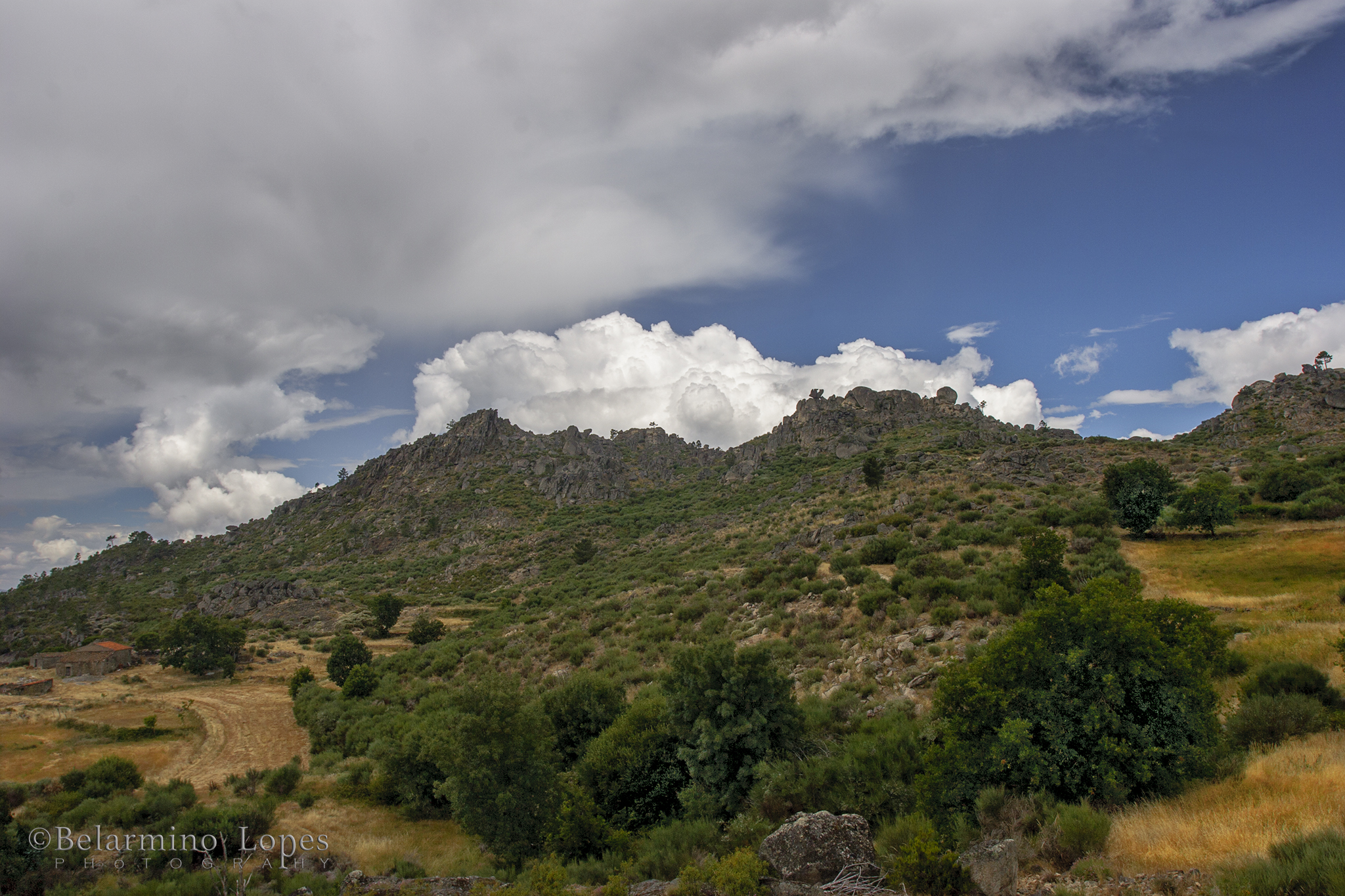
Vue de la serra da Gardunha.